# ویزق

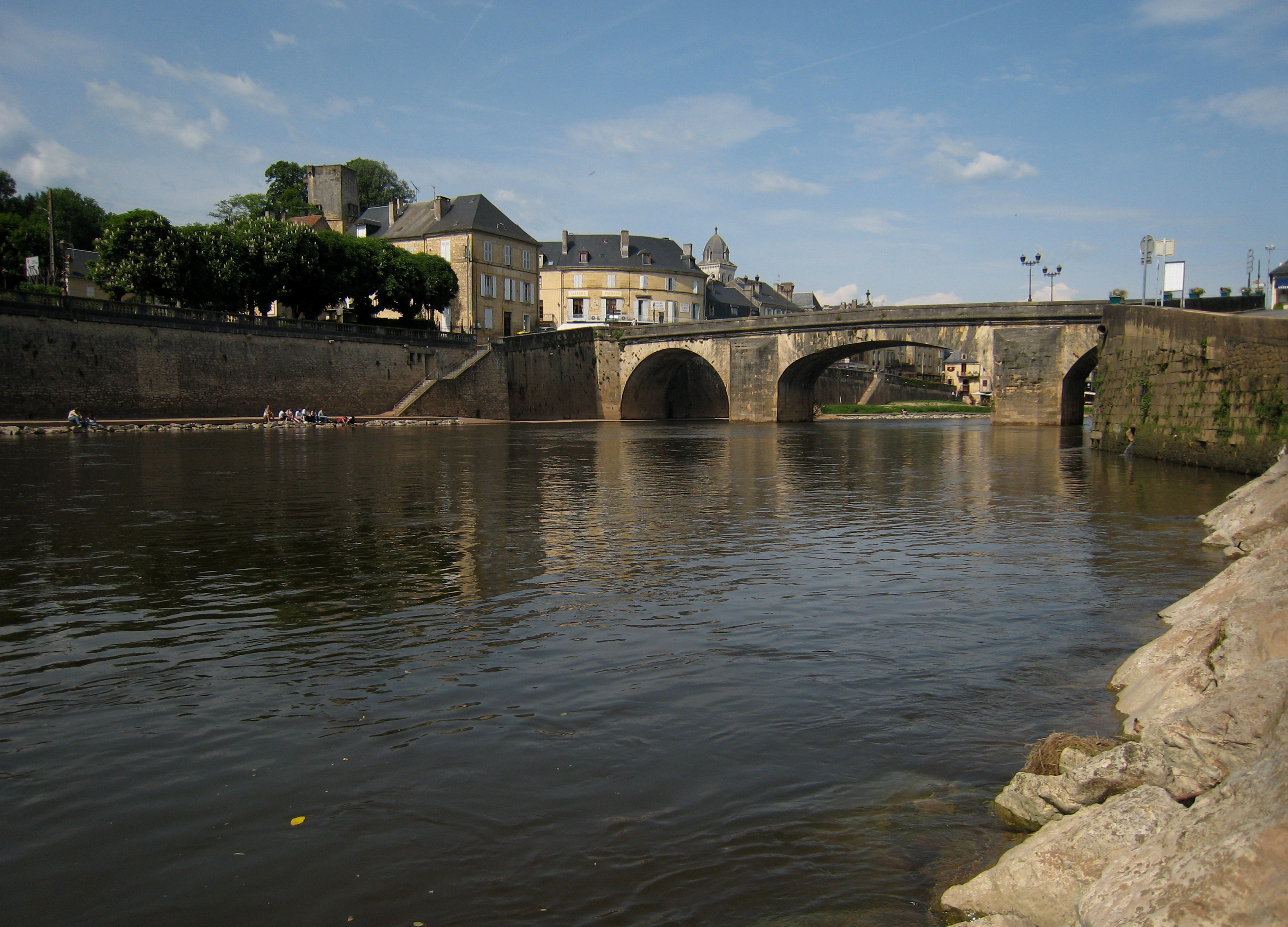
Bridge over the river Vézère in the village of Montignac

رودخانه ویزق (به فرانسوی: Vézère) یک رودخانه به طول ۲۱۱ کیلومتر در جنوب غربی فرانسه است. این رود یکی از شاخه‌های مهم رودخانه دوردوگن است. سرچشمه آن در قسمت شمال غربی فلات مرتفع معروف به ماسیف سانترال است. در نزدیکی ل بوگو به درون دوردگن می‌رود.
دره ویزق به خاطر وجود سیستم غارهای ماقبل تاریخ خود، حاوی نقاشی‌های متعدد غار و بقایای هومینید مشهور است. یونسکو در سال ۱۹۷۹ این مجموعه را به عنوان میراث جهانی ثبت کرد. در میان مکان‌های ثبت شده دارای غارهای قابل توجه، لاساکس قرار دارد.